# Huberville
Huberville és un municipi francès situat al departament de la Manche i a la regió de Normandia. L'any 2007 tenia 336 habitants.

## Demografia

### Població
El 2007 la població de fet de Huberville era de 336 persones. Hi havia 114 famílies de les quals 20 eren unipersonals (8 homes vivint sols i 12 dones vivint soles), 39 parelles sense fills, 47 parelles amb fills i 8 famílies monoparentals amb fills.
La població ha evolucionat segons el següent gràfic:
Habitants censats

### Habitatges
El 2007 hi havia 139 habitatges, 119 eren l'habitatge principal de la família, 8 eren segones residències i 12 estaven desocupats. Tots els 138 habitatges eren cases. Dels 119 habitatges principals, 100 estaven ocupats pels seus propietaris, 18 estaven llogats i ocupats pels llogaters i 1 estava cedit a títol gratuït; 3 tenien dues cambres, 11 en tenien tres, 22 en tenien quatre i 83 en tenien cinc o més. 79 habitatges disposaven pel capbaix d'una plaça de pàrquing. A 33 habitatges hi havia un automòbil i a 77 n'hi havia dos o més.

### Piràmide de població
La piràmide de població per edats i sexe el 2009 era:
| Homes | Edats   | Dones |
| ----- | ------- | ----- |
| 0     | 95 o +  | 0     |
| 0     | 90 a 94 | 0     |
| 4     | 85 a 89 | 0     |
| 0     | 80 a 84 | 0     |
| 0     | 75 a 79 | 0     |
| 4     | 70 a 74 | 0     |
| 8     | 65 a 69 | 4     |
| 16    | 60 a 64 | 12    |
| 8     | 55 a 59 | 0     |
| 8     | 50 a 54 | 12    |
| 4     | 45 a 49 | 8     |
| 12    | 40 a 44 | 8     |
| 12    | 35 a 39 | 12    |
| 24    | 30 a 34 | 24    |
| 4     | 25 a 29 | 12    |
| 8     | 20 a 24 | 0     |
| 4     | 15 a 19 | 8     |
| 8     | 10 a 14 | 8     |
| 16    | 5 a 9   | 16    |
| 8     | 0 a 4   | 16    |

## Economia
El 2007 la població en edat de treballar era de 210 persones, 160 eren actives i 50 eren inactives. De les 160 persones actives 154 estaven ocupades (80 homes i 74 dones) i 6 estaven aturades (4 homes i 2 dones). De les 50 persones inactives 18 estaven jubilades, 20 estaven estudiant i 12 estaven classificades com a «altres inactius».

### Ingressos
El 2009 a Huberville hi havia 123 unitats fiscals que integraven 359 persones, la mediana anual d'ingressos fiscals per persona era de 16.303 €.

### Activitats econòmiques
Dels 6 establiments que hi havia el 2007, 1 era d'una empresa de fabricació d'altres productes industrials, 1 d'una empresa de construcció, 1 d'una empresa d'informació i comunicació, 1 d'una empresa de serveis, 1 d'una entitat de l'administració pública i 1 d'una empresa classificada com a «altres activitats de serveis».
Dels 3 establiments de servei als particulars que hi havia el 2009, 1 era un paleta, 1 lampisteria i 1 perruqueria.
L'any 2000 a Huberville hi havia 21 explotacions agrícoles que ocupaven un total de 473 hectàrees.

## Poblacions més properes
El següent diagrama mostra les poblacions més properes.